# Ciné-Sup
La classe de Ciné-Sup est une classe préparatoire qui prépare en deux ans aux concours de grandes écoles de cinéma (Femis, ENS Louis-Lumière, INSAS, ENSATT et CNSM de Paris). Cependant, elle ne prétend pas préparer à l'école nationale supérieure CinéFabrique.

## Présentation

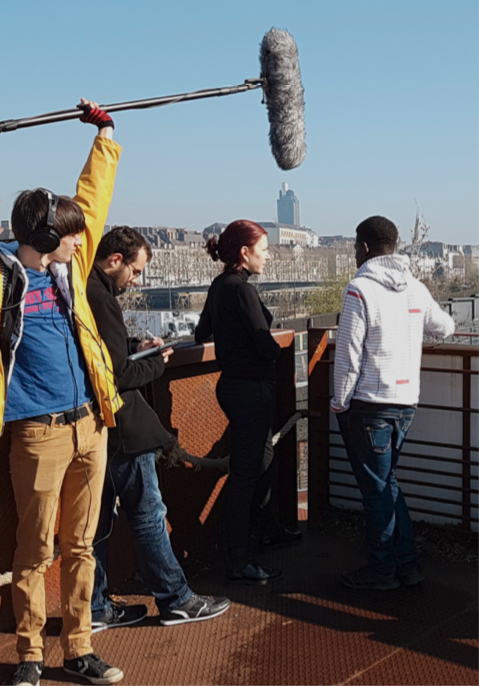
Photo de Tournage Ciné-Sup

La formation est ouverte depuis 1987 au Lycée Gabriel-Guist'hau de Nantes et accueille 24 étudiants chaque année. L'équipe enseignante est composée d'une quinzaine d'enseignants et de deux professionnels du cinéma. Le programme pédagogique relève à la fois de l'étude théorique et multidisciplinaire du cinéma, mais aussi d'une pratique personnelle sous forme de petites réalisations en groupes.
Des conférences et des débats avec producteurs, réalisateurs, décorateurs et techniciens viennent régulièrement compléter les enseignements et renforcer les liens de la classe avec la profession et permettent ainsi une approche plus pertinente des Métiers de l’Image et du Son. Les élèves participent d’ailleurs activement à deux manifestations cinématographiques importantes: le Festival des Trois Continents à Nantes et le Festival Premiers Plans d’Angers.
C'est une classe préparatoire publique, les études y sont gratuites, en 25 ans d'existence, 500 élèves sont passés par cette prépa. L'inscription en Ciné-Sup ne se fait pas par le biais de Parcoursup.

## Partenariats et équivalences

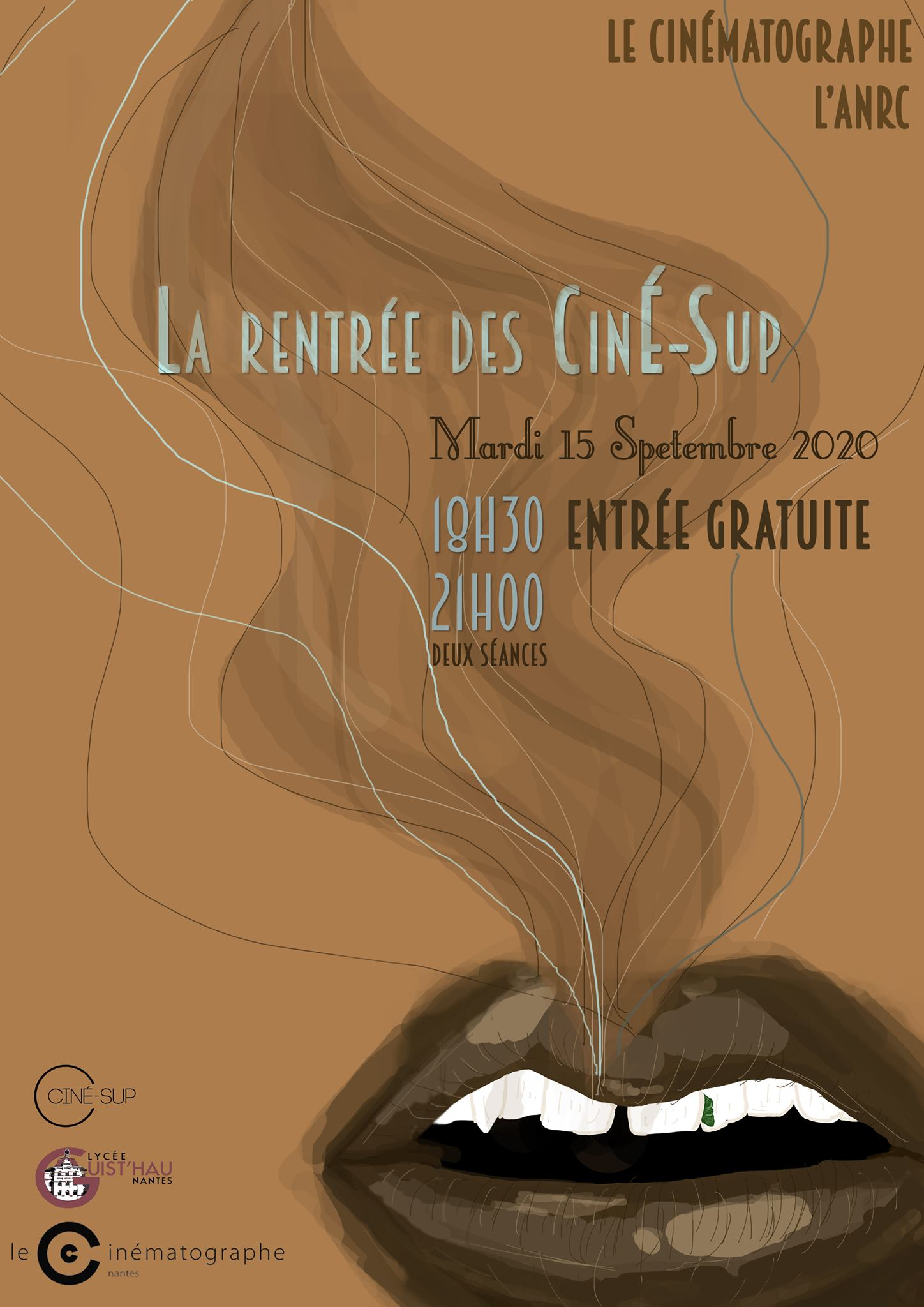
Affiche de La Rentrée des Ciné-Sup 2020

Un partenariat avec la salle de cinéma Le Cinématographe de Nantes permet aux élèves de suivre des cours dans la salle de projections de façon hebdomadaire. De plus, ce partenariat permet la projection des travaux des élèves de Ciné-Sup au moins une fois par an en Septembre durant "La rentrée des Ciné-Sup".
De plus, une convention d'équivalence a été passée depuis son origine avec l'Université de Paris 1 Sorbonne afin de permettre aux étudiants de poursuivre leur parcours universitaire dans le cas d'un éventuel refus aux grandes écoles.